# Chimia Râmnicu Vâlcea
Club Sportiv Municipal Chimia Râmnicu Vâlcea – rumuński klub piłkarski z siedzibą w mieście Râmnicu Vâlcea.

## Osiągnięcia
- Puchar Rumunii: 1972/73

## Historia
Klub założony został w 1924 roku pod początkową nazwą Vâlceana Râmnicu Vâlcea. W 1946 klub zmienił nazwę na Chimia Râmnicu Vâlcea. W sezonie 1972/73 Chimia dotarł aż do finału Pucharu Rumunii, gdzie zmierzył się z klubem Constructorul Galați. Po remisie 1:1 w pierwszym meczu Chimia wygrał 3:0 mecz dodatkowy sięgając po największy w historii klubu sukces. Zdobyty puchar pozwolił klubowi na jedyny jak dotąd występ w europejskich pucharach - w Pucharze Zdobywców Pucharów w sezonie 1973/74. W pierwszej rundzie przeciwnik nie był zbyt trudny - był nim zdobywca Pucharu Irlandii Północnej, klub Glentoran Belfast. U siebie Chimia zremisował 2:2 i następnie po porażce 0:2 w Belfaście niespodziewanie odpadł z turnieju, podczas gdy pogromcy drużyny rumuńskiej dotarli w tym sezonie aż do ćwierćfinału.
W tym samym sezonie Chimia wywalczył awans do pierwszej ligi, jednak na krótko, gdyż w swoim debiucie w sezonie 1974/75 zajął przedostatnie, 17. miejsce, i spadł z powrotem do drugiej ligi. Kolejny raz do najwyższej ligi udało się awansować w sezonie 1977/78. Tym razem Chimia w pierwszej lidze rumuńskiej utrzymał się przez kilka sezonów. W sezonie 1986/87 klub zajął 18, ostatnie miejsce w lidze, i drugi raz spadł do drugiej ligi. Do dziś był to ostatni występ klubu w najwyższej lidze Rumunii. Obecnie Chimia występuje w drugiej lidze rumuńskiej.

## Europejskie puchary
Legenda do wszystkich tabel:
- Q – runda eliminacyjna, 1/16, 1/8, 1/4, 1/2 – odpowiednia faza rozgrywek, Grupa – runda grupowa, 1r gr – pierwsza runda grupowa, 2r gr – druga runda grupowa, F – finał, R – runda, PO – play-off
- k. – rzuty karne, los. – losowanie, Dogr. – dogrywka, w. – zasada bramek strzelonych na wyjeździe

| Sezon   | Rozgrywki                 | Runda | Klub      | Dom | Wyjazd | Ogólnie |
| ------- | ------------------------- | ----- | --------- | --- | ------ | ------- |
| 1973/74 | Puchar Zdobywców Pucharów | 1R    | Glentoran | 2–2 | 0–2    | 2–4     |